# Bob Fosse
Robert Louis Fosse (Chicago, 23 de Junho de 1927 – Washington, 23 de Setembro de 1987) foi um dançarino, coreógrafo e diretor norte-americano.

## Biografia
Caçula de seis filhos, Fosse nasceu numa família norueguesa. Sua carreira com a dança começou ainda muito jovem, quando seu pai o ensinou a dançar dança de salão. Sua mãe foi uma dançarina "burlesca", uma espécie de dançarina de cabaré e cantora de revistas musicais.
Fosse começou a ter aulas de dança na Escola de Ballet Frederick Weaver onde aprendeu a sapatear e dança acrobática. Com 13 anos foi dançar com Charles Grass, outro jovem dançarino, e colaborou com a peça "The Riff brothers". Eles se apresentaram em vários teatros na área de Chicago. Em menos de três anos, o grupo estava tendo um bom salário por semana e Fosse já estava coreografando e escrevendo diálogos cômicos aos 15 anos. Sempre ambicioso, Fosse se mudou e estava trabalhando em séries de pequenos atos. Essa foi uma das ajudas para ele coreografar seu primeiro número, envolvendo quatro garotas com plumas, para o musical "Cole Porter".
Em 1945 ele se formou na Escola Secundária de Amundsen, em Chicago e começou um trabalho dançando no show "Dura situação", no qual se apresentou para bases militares e navais no Pacífico. Depois disse que aperfeiçoou sua técnica como performer, coreógrafo e diretor enquanto estava servindo seu dever. Primeiramente apareceu em filmes como: "Give a girl a break", "The Affairs of Dobie Gillis" e "Kiss Me Kate", todos três realizados em 1953.
Um ano depois ele trabalhou com coreógrafo nos seus primeiros shows da Broadway, "O Jogo do pijama" em 1954 e "Malditos yankees", no qual ele conheceu a atriz Gwen Verdon que viria a ser sua esposa.
Fosse desenvolveu um estilo de dança de Jazz que foi imediatamente reconhecido e caracterizado por seu ar sensual. Outras distinções notáveis eram seus joelhos internos, ombros arredondados e isolações do corpo. Com a influência de Fred Astaire ele usou como acessórios chapéus coco, barras e cadeiras. Ele começou a ficar careca aos 17 anos, por isso começou a usar chapéus em suas apresentações e também porque não gostava de suas mãos. Sua rotina de dança era intensa e alguns de seus números mais conhecidos incluem "Steam heat" de "The Pajama game" e "Hey big spender" de "Sweet Charity".
Aclamado no teatro, onde foi várias vezes premiado, Bob Fosse ganhou também no cinema um Oscar em 1972 pelo filme "Cabaret", além de várias homenagens na televisão pelo especial com a atriz e cantora Liza Minelli, "Liza com Z". As filmagens de "Cabaret" tiveram uma característica específica: lembravam vaudeville e burlesque.
Em 1986 coreografou, dirigiu e também escreveu o musical "Big deal". Ele ganhou muitos prêmios por seus trabalhos, entre eles estão o Tony Award e um Emmy. Ele foi a primeira pessoa a ganhar os três mais importantes prêmios no mesmo ano.
Seu musical "All that jazz" de 1979 ganhou a Palma de Ouro em Cannes e foi indicado para quatro Oscars. Esse filme foi uma autobiografia sem compromisso.
Bob Fosse morreu aos 60 anos, vítima de um enfarto, em Washington, onde estava para apresentar o espetáculo "Sweet Charity" no Teatro Nacional de Washington.
Ele se casou três vezes: com Marian Niles, depois com uma dançarina de nome Joan McCracken e por último com a atriz Gwen Verdon com a qual teve uma filha, Nicole Providence Fosse, que também é dançarina.

## Obras

### Musicais de teatro
- Damn Yankees (1955)
- New Girl in Town (1957)
- Redhead (1959) (diretor e coreógrafo)
- How to Succeed in Business Without Really Trying (1961)
- Little Me (1962) (diretor e coreógrafo)
- Sweet Charity (1966) (diretor e coreógrafo)
- Pippin (1972) (diretor e coreógrafo)
- Chicago (1975) (diretor e coreógrafo)
- Dancin' (1977) (diretor e coreógrafo)
- Big Deal (1986)

### Filmes
- Sweet Charity (1969)
- Cabaret (1972)
- Lenny (1974)
- The Little Prince (1974)
- All That Jazz (1979)
- Star 80 (1983)

Televisão
- Liza with a Z (1972)